# Sindaci di Tagliacozzo
Di seguito l'elenco cronologico dei sindaci di Tagliacozzo e delle altre figure apicali equivalenti che si sono succedute nel corso della storia.

## Regno d'Italia (1861-1946)
| Sindaci nominati dal governo (1861-1889)                   | Sindaci nominati dal governo (1861-1889) | Sindaci nominati dal governo (1861-1889) | Sindaci nominati dal governo (1861-1889) | Sindaci nominati dal governo (1861-1889) |
| Nominativo                                                 | Partito                                  | Partito                                  | Mandato                                  | Mandato                                  |
| Nominativo                                                 | Partito                                  | Partito                                  | Inizio                                   | Fine                                     |
| ---------------------------------------------------------- | ---------------------------------------- | ---------------------------------------- | ---------------------------------------- | ---------------------------------------- |
| Vincenzo Rosa                                              | ?                                        | ?                                        | giugno 1861                              | novembre 1864                            |
| Luigi Cerri                                                | ?                                        | ?                                        | novembre 1864                            | settembre 1866                           |
| Gaetano Mancini                                            | ?                                        | ?                                        | settembre 1866                           | gennaio 1867                             |
| Vincenzo Rosa                                              | ?                                        | ?                                        | maggio 1867                              | maggio 1870                              |
| Benedetto Roina                                            | ?                                        | ?                                        | maggio 1870                              | maggio 1873                              |
| Vincenzo Rosa                                              | ?                                        | ?                                        | maggio 1873                              | maggio 1874                              |
| Luigi Cerri                                                | ?                                        | ?                                        | settembre 1874                           | ottobre 1878                             |
| Vincenzo Rosa                                              | ?                                        | ?                                        | ottobre 1878                             | maggio 1879                              |
| Luigi Mancini                                              | ?                                        | ?                                        | maggio 1879                              | ottobre 1879                             |
| Luigi Cerri                                                | ?                                        | ?                                        | ottobre 1879                             | maggio 1880                              |
| Vincenzo Rosa                                              | ?                                        | ?                                        | maggio 1880                              | maggio 1881                              |
| Paolo Gattinara                                            | ?                                        | ?                                        | maggio 1881                              | ottobre 1882                             |
| Giuseppe Jacomini                                          | ?                                        | ?                                        | ottobre 1882                             | 1889                                     |
| Sindaci nominati dal Consiglio comunale (1889-1926)        |                                          |                                          |                                          |                                          |
| Nominativo                                                 | Partito                                  | Partito                                  | Mandato                                  | Mandato                                  |
| Nominativo                                                 | Partito                                  | Partito                                  | Inizio                                   | Fine                                     |
| Giuseppe Jacomini                                          | ?                                        | ?                                        | 1889                                     | novembre 1892                            |
| Giuseppe Valentini Gennaro Tancredi                        | ?                                        | ?                                        | novembre 1892                            | novembre 1896                            |
| Gennaro Tancredi                                           | ?                                        | ?                                        | gennaio 1897                             | novembre 1902                            |
| Giuseppe Jacomini                                          | ?                                        | ?                                        | novembre 1902                            | ottobre 1919                             |
| Vincenzo Laurini                                           | ?                                        | ?                                        | ottobre 1920                             | maggio 1921                              |
| Angelo Paoluzi                                             | ?                                        | ?                                        | marzo 1922                               | luglio 1923                              |
| Enrico D'Alessandro                                        | ?                                        | ?                                        | luglio 1924                              | maggio 1925                              |
| Domenico Gattinara                                         | ?                                        | ?                                        | giugno 1925                              | dicembre 1926                            |
| Podestà nominati dal governo (1926-1944)                   |                                          |                                          |                                          |                                          |
| Nominativo                                                 | Partito                                  | Partito                                  | Mandato                                  | Mandato                                  |
| Nominativo                                                 | Partito                                  | Partito                                  | Inizio                                   | Fine                                     |
| Domenico Amicucci                                          |                                          | Partito Nazionale Fascista               | marzo 1927                               | febbraio 1935                            |
| Giovanni Valentini                                         |                                          | Partito Nazionale Fascista               | luglio 1935                              | giugno 1937                              |
| Ugo Fallace                                                |                                          | Partito Nazionale Fascista               | ottobre 1938                             | agosto 1940                              |
| Salvatore De Luca                                          |                                          | Partito Nazionale Fascista               | maggio 1942                              | ottobre 1943                             |
| Sindaci del periodo costituzionale transitorio (1944-1946) |                                          |                                          |                                          |                                          |
| Nominativo                                                 | Partito                                  | Partito                                  | Mandato                                  | Mandato                                  |
| Nominativo                                                 | Partito                                  | Partito                                  | Inizio                                   | Fine                                     |
| Ottorino Gubitosi                                          | ?                                        | ?                                        | giugno 1944                              | agosto 1944                              |
| Antonio Paoluzi                                            | ?                                        | ?                                        | agosto 1944                              | gennaio 1946                             |

## Repubblica Italiana (dal 1946)
| Sindaci eletti dal Consiglio comunale (1946-1995)    | Sindaci eletti dal Consiglio comunale (1946-1995) | Sindaci eletti dal Consiglio comunale (1946-1995)      | Sindaci eletti dal Consiglio comunale (1946-1995) | Sindaci eletti dal Consiglio comunale (1946-1995) | Sindaci eletti dal Consiglio comunale (1946-1995) |
| Nominativo                                           | Partito                                           | Partito                                                | Mandato                                           | Mandato                                           | Elezione                                          |
| Nominativo                                           | Partito                                           | Partito                                                | Inizio                                            | Fine                                              | Elezione                                          |
| ---------------------------------------------------- | ------------------------------------------------- | ------------------------------------------------------ | ------------------------------------------------- | ------------------------------------------------- | ------------------------------------------------- |
| Antonio Paoluzi                                      | ?                                                 | ?                                                      | marzo 1946                                        | giugno 1947                                       | Elezione 1946                                     |
| Angelo Fratoddi                                      | ?                                                 | ?                                                      | luglio 1948                                       | novembre 1952                                     | Elezione 1948                                     |
| Domenico D'Ilario                                    | ?                                                 | ?                                                      | novembre 1952                                     | giugno 1957                                       | Elezione 1952                                     |
| Giuseppe Valentini                                   | ?                                                 | ?                                                      | giugno 1957                                       | giugno 1961                                       | Elezione 1957                                     |
| Adelfo Salciccia                                     | ?                                                 | ?                                                      | giugno 1961                                       | agosto 1969                                       | Elezione 1961                                     |
| Mario Bonifaci                                       | ?                                                 | ?                                                      | settembre 1969                                    | maggio 1972                                       | Elezione 1969                                     |
| Stefano Grossi                                       |                                                   | Democrazia Cristiana                                   | maggio 1972                                       | settembre 1975                                    | Elezione 1972                                     |
| Gaetano Blasetti                                     |                                                   | Democrazia Cristiana                                   | settembre 1975                                    | aprile 1980                                       | Elezione 1975                                     |
| Benedetto Jacomini                                   |                                                   | Democrazia Cristiana                                   | aprile 1980                                       | 25 settembre 1985                                 | Elezione 1980                                     |
| Francesco Giovagnorio                                |                                                   | Democrazia Cristiana                                   | 26 settembre 1985                                 | 9 agosto 1990                                     | Elezione 1985                                     |
| Francesco Giovagnorio                                | 9 agosto 1990                                     | Democrazia Cristiana                                   | 24 aprile 1995                                    | Elezione 1990                                     |                                                   |
| Sindaci eletti direttamente dai cittadini (dal 1995) |                                                   |                                                        |                                                   |                                                   |                                                   |
| Nominativo                                           | Lista                                             | Lista                                                  | Mandato                                           | Mandato                                           | Elezione                                          |
| Nominativo                                           | Lista                                             | Lista                                                  | Inizio                                            | Fine                                              | Elezione                                          |
| Vincenzo Casale                                      |                                                   | Lista civica di centro Rinnovamento per Tagliacozzo    | 24 aprile 1995                                    | 3 agosto 1996                                     | Elezione 1995                                     |
| Arnaldo Pirone (Commissario prefettizio)             | –                                                 | –                                                      | 9 agosto 1996                                     | 15 settembre 1996                                 | –                                                 |
| Arnaldo Pirone (Commissario straordinario)           | –                                                 | –                                                      | 15 settembre 1996                                 | 18 novembre 1996                                  | –                                                 |
| Vincenzo Casale                                      |                                                   | Lista civica di centro-sinistra Città nuova            | 18 novembre 1996                                  | 14 maggio 2001                                    | Elezione 1996                                     |
| Giampietro Pendenza                                  |                                                   | Lista civica di centro-destra Il sole                  | 14 maggio 2001                                    | 30 maggio 2006                                    | Elezione 2001                                     |
| Dino Rossi                                           |                                                   | Lista civica di centro-sinistra Insieme                | 30 maggio 2006                                    | 17 maggio 2011                                    | Elezione 2006                                     |
| Maurizio Di Marco Testa                              |                                                   | Lista civica di centro-destra Fai partire la rinascita | 17 maggio 2011                                    | 22 aprile 2016                                    | Elezione 2011                                     |
| Maria Cristina Di Stefano (Commissario prefettizio)  | –                                                 | –                                                      | 22 aprile 2016                                    | 5 giugno 2016                                     | –                                                 |
| Vincenzo Giovagnorio                                 |                                                   | Lista civica di centro-sinistra Prospettiva futura     | 5 giugno 2016                                     | 5 ottobre 2021                                    | Elezione 2016                                     |
| Vincenzo Giovagnorio                                 | 5 ottobre 2021                                    | Lista civica di centro-sinistra Prospettiva futura     | in carica                                         | Elezione 2021                                     |                                                   |